# Proteínase 3
Proteínase 3 é uma enzima  que nos humanos é codificada pelo gene PRTN3.

## Funcão
A PRTN3 é uma enzima serina protease que é expressada principalmente em granulócitos neutrófilos. O seu papel na função do neutrófilo é desconhecida mas, em neutrófilos humanos, a proteínase 3 contribui para a geração proteolítica de péptidos antimicrobianos. É também o epítopo de anticorpo anticitoplasma de neutrófilos da classe c-ANCA (subtipo citoplasmático), um tipo de anticorpo encontrado com frequência na doença denominada granulomatose com poliangiite, anteriormente denominada granulomatose de Wegener.